# Ce mal étrange
Ce mal étrange (titre original : This Sweet Sickness) est un roman psychologique de Patricia Highsmith, publié en 1960. Le « mal étrange » évoqué par le titre français est l'érotomanie (conviction névrotique d'être aimé par quelqu'un) et la jalousie amoureuse dérivant vers la psychose.
Le roman a été adapté au cinéma par Claude Miller sous le titre Dites-lui que je l'aime en 1977.

## Personnages
- David Kelsey : 30 ans, ingénieur-chimiste ; amoureux d'Annabelle ; il s'est créé l'identité fictive de William Neumeister.
- Annabelle : 24 ans, courtisée par David Kelsey, elle se marie avec Gérald Delaney.
- Gérald Delaney : 31 ans, électricien, époux d'Annabelle.
- Wesley (dit « Wes ») Carmichael : 32 ans, chimiste, ami de David Kelsey, marié avec Laura.
- Elfrida (dite « Effie ») Brennan : 26 ans, amie de David Kelsey (dont elle est amoureuse).
- Mme Mac Cartney : propriétaire de la pension de famille dans laquelle résident David Kelsey et Effie Brennan.
- Grant Barber : nouveau compagnon d'Annabelle après la mort de Gérald Delaney.
- Ed Greenhouse : ancien ami de David Kelsey.

## Résumé
Le récit se déroule dans l’État de New York de 1957 à 1959. L'ingénieur-chimiste David Kelsey, sous l'identité supposée de William Neumeister et sous la qualité de journaliste indépendant, a acheté une maison de campagne. Il y passe ses week-ends. Il fait croire à son entourage que sa mère est vivante et qu'il lui rend visite. Par ailleurs David Kelsey, qui réside habituellement à Frewsburg, a développé une passion amoureuse pour Annabelle, 24 ans, qui deux ans auparavant lui a préféré Gérald Delaney qu'elle a épousé. Obsédé par cet amour, Kelsey continue d'espérer qu'Annabelle finira par se lasser de son mari. Il lui envoie régulièrement des lettres, il lui rend de fréquentes visites et, alors même qu'elle a eu un bébé avec Gérald, il lui demande de quitter son mari. Dans sa maison de campagne, il imagine qu'Annabelle est présente, il fait la cuisine et le service des repas pour deux. 
Gérald, qui a lu des lettres que David a envoyées à Annabelle, considère avec répugnance cette tentative de s'immiscer dans la vie de son épouse et de leur couple. Lors d'une venue de David au domicile conjugal, une vive altercation a lieu entre les deux hommes.
Quelques jours après, alors que David est à sa maison de campagne, Gérald vient le voir, muni d'un révolver. Les deux hommes se bagarrent, et David, repoussant Gérald, le tue involontairement en lui brisant la nuque. Se faisant passer pour « William Neumeister », David Kelsey amène le cadavre de Gérald au poste de police, affirmant que Gérald est pour lui un inconnu. Puis il rentre chez lui et, sous sa vraie identité, reprend ses activités quotidiennes. Mais il se demande qui a pu révéler à Gérald l'adresse de sa maison de campagne, que normalement personne ne connaissait.
Il ne tarde pas à apprendre que ses deux amis, Wes Carmichael (un homme à la vie conjugale malheureuse), et Effie Brennan, secrètement éprise de Kelsey, l'avaient suivi un soir pour savoir où il passait ses week-ends. Ils l'avaient vu pénétrer dans sa maison de campagne, croyant que c'est là que vivait la mère de David. Quand survient la mort de Gérald, Effie fait le rapprochement, déclare son amour à Gérald et lui promet qu'elle ne le dénoncera jamais à la police.
Pour maintenir ses deux identités, Kelsey multiplie les mensonges, les trahisons et le déni. Il vend la maison de campagne achetée sous le nom de William Neumeister et, sous sa véritable identité, achète une nouvelle maison plus près du foyer d'Annabelle et se remet à la harceler. De même, il quitte son emploi à Frewsburg pour en prendre un autre mieux rémunéré. Annabelle, esseulée après la mort de Gérald et mère d'un nourrisson de deux mois, rencontre un autre homme, Grant Barber. David connaît un nouveau cycle espérances/surprise/amour déçu avec la nouvelle relation d'Annabelle. Il se rend au domicile du couple et entame une bagarre avec Grant ; mais contrairement à son altercation avec Gérald, Grant reçoit l'aide de voisins et a le dessus : David est expulsé de l'immeuble où vivent Annabelle et Grant.
Les semaines suivantes sont difficiles pour David. Effie continue à lui déclarer sa flamme, et un soir de week-end, sous le coup de la boisson et excédé par cet amour dont il ne veut pas, il frappe violemment la jeune femme, qui meurt sous les coups. Effrayé par son geste, David prend la fuite. Il est recherché maintenant, non seulement sous l'identité de William Neumeister pour la mort de Gérald mais aussi sous celle de David Kelsey pour la mort d'Effie. Se pensant pourchassé par la police, il trouve refuge à New York.
Sa névrose se transforme en psychose. Il est désormais persuadé qu'Annabelle est près de lui. Il dîne dans un restaurant où il commande deux apéritifs et deux repas. N’ayant plus un sou en poche, il contacte un ancien ami, Ed Greenhouse, en se rendant à son domicile. Mais Ed et sa femme, qui ont appris qu'il est recherché par la police, contactent les policiers. Acculé, David s'échappe par une échelle de secours. Pris en tenaille par les policiers qui ont investi l'appartement d'Ed et par ceux qui se trouvent en bas, et accompagné par la vision psychotique d'Annabelle qu'il pense être à ses côtés, David se suicide en se jetant dans le vide.

## Adaptations

### À la télévision
- 1962 : Annabelle (Annabel), épisode 7 de la première saison de la série Suspicion (The Alfred Hitchcock Hour) diffusée le 1er novembre sur le réseau CBS, avec Dean Stockwell.

### Au cinéma
- 1977 : Dites-lui que je l'aime, film français de Claude Miller,  avec Gérard Depardieu, Miou-Miou et Claude Piéplu